# Pallamano Trieste 2003-2004
Questa pagina raccoglie i dati riguardanti la Pallamano Trieste nelle competizioni ufficiali della stagione 2003-2004.

## Rosa

### Giocatori
| N° | Naz.                           | Ruolo | Sportivo                | Anno | Alt. | Peso |
| -- | ------------------------------ | ----- | ----------------------- | ---- | ---- | ---- |
| 1  | Italia (bandiera)              | P     | Gabriele Benvenuti      | 1980 |      |      |
| 12 | Italia (bandiera)              | P     | Zoran Srebrnic          | 1975 |      |      |
| 16 | Italia (bandiera)              | P     | Ivan Mestriner          | 1970 |      |      |
| 4  | Serbia e Montenegro (bandiera) | PV    | Slavoljub Mitrovic      | 1978 |      |      |
| 5  | Italia (bandiera)              | T     | Tin Tokic               | 1985 |      |      |
| 6  | Italia (bandiera)              | T     | Piero Di Leo            | 1979 |      |      |
| 7  | Italia (bandiera)              | T     | Graziano Tumbarello     | 1983 |      |      |
| 8  | Italia (bandiera)              | T     | Massimiliano Martinelli | 1978 |      |      |
| 9  | Italia (bandiera)              | PV    | Fabio Coslovich         | 1982 |      |      |
| 10 | Macedonia del Nord (bandiera)  | T     | Dusan Novokmet          | 1970 |      |      |
| 11 | Italia (bandiera)              | T     | Ljubo Flego             | 1966 |      |      |
| 13 | Macedonia del Nord (bandiera)  | A     | Ivan Markovski          | 1976 |      |      |
| 14 | Italia (bandiera)              | A     | Andrea Carpanese        | 1982 |      |      |
| 15 | Italia (bandiera)              | A     | Marco Lo Duca           | 1971 |      |      |
| 18 | Croazia (bandiera)             | T     | Boris Lisica            | 1970 |      |      |
| 19 | Italia (bandiera)              | A     | Marco Visintin          | 1982 |      |      |

### Staff
- Allenatore:  Silvio Ivandjia
- Allenatore in seconda:  Giorgio Oveglia
- Preparatore atletico:  Paolo Paoli
- Massaggiatore:  Enzo Gianlorenzi

## Risultati

### Serie A1

#### Stagione regolare

##### Girone d'andata
| Trieste 20 settembre 2003 | Trieste | 32 – 29 | Imola |  |

| Ascoli Piceno 27 settembre 2003 | Ascoli | 30 – 35 | Trieste |  |

| Trieste 4 ottobre 2003 | Trieste | 28 – 34 | Brixen |  |

| Trieste 11 ottobre 2003 | Trieste | 26 – 25 | Cellini Padova |  |

| Castenaso 18 ottobre 2003 | Castenaso | 19 – 28 | Trieste |  |

| Trieste 25 ottobre 2003 | Trieste | 22 – 26 | Conversano |  |

| Merano 1 novembre 2003 | Black Devils | 26 – 24 | Trieste |  |

| Trieste 8 novembre 2003 | Trieste | 34 – 26 | Secchia |  |

| San Lazzaro di Savena 15 novembre 2003 | Bologna United | 28 – 37 | Trieste |  |

| Trieste 22 novembre 2003 | Trieste | 33 – 18 | Sassari |  |

| Prato 30 novembre 2002 | Prato | 36 – 28 | Trieste |  |

##### Girone di ritorno
| Imola 6 dicembre 2003 | Imola | 32 – 30 | Trieste |  |

| Trieste 13 dicembre 2003 | Trieste | 39 – 22 | Ascoli |  |

| Bressanone 7 febbraio 2004 | Brixen | 32 – 33 | Trieste |  |

| Padova 14 febbraio 2004 | Cellini Padova | 26 – 32 | Trieste |  |

| Trieste 21 febbraio 2004 | Trieste | 36 – 19 | Castenaso |  |

| Conversano 6 marzo 2004 | Conversano | 34 – 30 | Trieste |  |

| Trieste 13 marzo 2004 | Trieste | 23 – 25 | Black Devils |  |

| Rubiera 20 marzo 2004 | Secchia | 30 – 28 | Trieste |  |

| Trieste 27 marzo 2004 | Trieste | 36 – 33 | Bologna United |  |

| Sassari 3 aprile 2004 | Sassari | 24 – 39 | Trieste |  |

| Trieste 10 aprile 2004 | Trieste | 35 – 30 | Prato |  |

#### Playoff

##### Quarti di finale
| Squadra 1 | Squadra 2 | Gara 1                  | Gara 2                |
| --------- | --------- | ----------------------- | --------------------- |
| Trieste   | Prato     | Trieste, 14 aprile 2003 | Prato, 17 aprile 2003 |
| Trieste   | Prato     | 29 - 34                 | 25 - 25               |

### Coppa Italia

#### Quarti di finale
| Bolzano 27 febbraio 2004 | Trieste | 32 – 27 | Brixen |  |

#### Semifinali
| Bolzano 28 febbraio 2004 | Black Devils | 25 – 21 | Trieste |  |

### EHF Challange Cup

#### Secondo turno di qualificazione
| Squadra 1         | Squadra 2                  | Andata  | Ritorno | Totale  |
| ----------------- | -------------------------- | ------- | ------- | ------- |
| Pallamano Trieste | Desp. Francisco de Holanda | Trieste | Trieste | 56 - 49 |
| Pallamano Trieste | Desp. Francisco de Holanda | 33- 21  | 23- 28  | 56 - 49 |

#### Terzo turno di qualificazione
| Squadra 1            | Squadra 2         | Andata  | Ritorno | Totale  |
| -------------------- | ----------------- | ------- | ------- | ------- |
| A.S.E. Doukas School | Pallamano Trieste | Atene   | Trieste | 50 - 58 |
| A.S.E. Doukas School | Pallamano Trieste | 24 - 26 | 26 - 32 | 50 - 58 |

#### Ottavi di finale
| Squadra 1         | Squadra 2             | Andata  | Ritorno  | Totale  |
| ----------------- | --------------------- | ------- | -------- | ------- |
| Pallamano Trieste | Crvena Zvedza Beograd | Trieste | Belgrado | 67 - 56 |
| Pallamano Trieste | Crvena Zvedza Beograd | 29- 26  | 38- 30   | 67 - 56 |

#### Quarti di finale
| Squadra 1         | Squadra 2               | Andata  | Ritorno    | Totale  |
| ----------------- | ----------------------- | ------- | ---------- | ------- |
| Pallamano Trieste | FCK Handbold Kopenhagen | Trieste | Copenaghen | 57 - 54 |
| Pallamano Trieste | FCK Handbold Kopenhagen | 29- 21  | 28- 33     | 57 - 54 |

#### Semifinali
| Squadra 1         | Squadra 2  | Andata  | Ritorno | Totale  |
| ----------------- | ---------- | ------- | ------- | ------- |
| Pallamano Trieste | IFK Skövde | Trieste | Skövde  | 60 - 67 |
| Pallamano Trieste | IFK Skövde | 33- 30  | 27 - 37 | 60 - 67 |

## Classifica
|  |     | Classifica finale     | Pti | G  | V  | N | P  | GF  | GS  | DR   |
|  | --- | --------------------- | --- | -- | -- | - | -- | --- | --- | ---- |
|  | 1.  | Conversano            | 54  | 22 | 18 | 0 | 4  | 672 | 548 | +124 |
|  | 2.  | Troggler Group Merano | 50  | 22 | 16 | 2 | 4  | 637 | 530 | +107 |
|  | 3.  | Gammadue Secchia      | 45  | 22 | 15 | 0 | 7  | 654 | 584 | +70  |
|  | 4.  | Trieste               | 42  | 22 | 14 | 0 | 8  | 688 | 604 | +84  |
|  | 5.  | Al.Pi. Prato          | 40  | 22 | 14 | 1 | 7  | 667 | 584 | +83  |
|  | 6.  | Forst Bressanone      | 37  | 22 | 12 | 1 | 9  | 644 | 615 | +29  |
|  | 7.  | Bologna               | 33  | 22 | 11 | 0 | 11 | 616 | 628 | -12  |
|  | 8.  | Clai Imola            | 30  | 22 | 9  | 3 | 10 | 601 | 583 | +18  |
|  | 9.  | Acli Ascoli           | 20  | 22 | 6  | 2 | 14 | 563 | 647 | -84  |
|  | 10. | Sassari               | 19  | 22 | 6  | 1 | 15 | 557 | 644 | -87  |
|  | 11. | Padova                | 15  | 22 | 4  | 3 | 15 | 541 | 649 | -108 |
|  | 12. | Carpanelli Castenaso  | 1   | 22 | 0  | 1 | 21 | 491 | 715 | -224 |

## Statistiche

### Individuali

#### Classifica marcatori
| N. | Giocatore               | Reti |
| -- | ----------------------- | ---- |
| 10 | Dusan Novokmet          | 171  |
| 18 | Boris Lisica            | 107  |
| 11 | Ljubo Flego             | 82   |
| 19 | Marco Visintin          | 81   |
| 6  | Piero Di Leo            | 79   |
| 20 | Alekander Gladun        | 52   |
| 19 | Marco Visintin          | 47   |
| 4  | Slavoljub Mitrovic      | 71   |
| 13 | Ivan Markovski          | 63   |
| 7  | Graziano Tumbarello     | 25   |
| 15 | Marco Lo Duca           | 24   |
| 8  | Massimiliano Martinelli | 11   |
| 14 | Andrea Carpanese        | 9    |
|    | Alessio Temeroli        | 8    |
|    | Antonio Pastorelli      | 3    |
| 16 | Ivan Mestriner          | 2    |
| 5  | Tin Tokic               | 1    |